# کیزو آداچی
کیزو آداچی (ژاپنی: 足立 恵蔵؛ زادهٔ ۲۵ ژانویهٔ ۱۹۷۲) یک بازیکن فوتبال اهل ژاپن است.
از باشگاه‌هایی که در آن بازی کرده‌است می‌توان به باشگاه فوتبال توکیو وردی اشاره کرد.